# Gémlile
A gémlile (Dromas ardeola) a madarak osztályának és a lilealakúak (Charadriiformes) rendjén belül a gémlilefélék (Dromadidae) családjának és az Dromas nemnek az egyetlen képviselője.

## Előfordulása
Az Indiai-óceán, a Vörös-tenger és a Perzsa-öböl partvidékén honos. Megtalálható Tanzániában, Szomália és Srí Lankán is. A homokos tengerpartok árapály zónájának lakója.

## Megjelenése
Mint neve is mutatja egyszerre hordozza a gémek és a lilék jellegzetességeit is. A tollazatára a fekete és a fehér szín a jellemző. Hossza 33-36 centiméter, szárnyfesztávolsága 75-78 centiméter és testtömege 290-535 gramm.

## Életmódja
Társas életmódot folytat, nagy kolóniákban költ; részben költözőmadár. Főleg rákokkal táplálkozik, erős csőrével töri fel a kemény páncéljukat.

## Szaporodása
A költési időszak élőhelyétől függően különböző. A homokba vájt hosszú költőüregbe rakja egyetlen fehér tojását. Telepesen költ. A szülők hosszú ideig etetik a fiókát.